# Canon (manga)
Pour les articles homonymes, voir Canon et Kanon.
Canon (カノン, Kanon) est une série shōjo manga de Chika Shiomi (潮見知佳). Prépubliée dans le magazine Mystery EX, elle est ensuite éditée au Japon par Akita Shoten, publiée du 9 décembre 1994 jusqu'au mois de juillet 1996 avec un total de quatre tomes.
En Amérique du Nord, elle est éditée par CMX (comics).

## Synopsis
Un vampire attaque un lycée, il tue trente-neuf étudiants. La jeune fille Canon Himuro est la seule survivante mais elle devient aussi un vampire.

## Personnages
Canon Himuro (氷室 かのん, HIMURO Kanon)

Une belle fille qui avait une maladie incurable avant d'être transformer en vampire. Elle apprendra plus tard que Rod n'a pas tué ses amis, mais Sasaki dont elle tombe amoureuse.
Sakaki (榊, Sakaki)

Un beau et puissant garçon qui est un demi-vampire japonais. Il porte une haine contre Rod pour avoir tué sa famille. Il voulait se servir de Canon. Cependant, il tombe amoureux d'elle.
Fui (風威, Fūi)

Un oiseau vampire abandonné par son maître. Il est le meilleur ami de Canon et est profondément attaché à elle.
Rod (ロッド, Roddo)

Un séduisant vampire qui est candidat pour être à la tête des vampires. Il a tué la famille de Sasaki et essaye de protéger Canon.
Machua

Une fille vampire qui n'a pas réussi à tuer Sasaki. Elle et Canon deviennent amies.
Glenn

Un vampire qui est un ami de Rod. Il est venu tuer sasaki et est devenu le plus grand ennemi de tous.